# Статистичні методи оцінки експериментальних даних
Статистичні методи оцінки експериментальних даних
Одержання статистичних математичних моделей передбачає необхідність використання методів математичної статистики при дослідженнях мінеральної сировини на збагачуваність, створенні систем автоматичного управління технологічними процесами, прогнозуванні результатів збагачування корисних копалин на діючих збагачувальних фабриках, металургійних, хімічних, видобувних та ін підприємствах. 
Статистичні методи дозволяють визначити рівняння зв’язку вхідних і вихідних параметрів, аналізувати параметри технологічного процесу, побудувати математичну модель процесу, або, іншими словами, установити взаємну залежність між різними факторами і технологічними результатами процесу. 
Статистичне дослідження промислового процесу включає:
- – визначення законів розподілу параметрів процесу для вияснення можливості застосування тих або інших статистичних методів обробки результатів;
- – визначення тісноти і форми зв’язку між окремими параметрами процесу;
- – отримання статистичної моделі процесу у вигляді регресійного рівняння і оцінка його адекватності;
- – визначення динамічних характеристик процесу.

## Постановка задачі
Збільшення споживання промисловістю металів, вугілля та інших корисних копалин ставлять задачі пошуків і освоєння нових видів мінеральної сировини, розробки нових ефективних технологій переробки сировини і вдосконалення, оптимізації існуючих. Аналогічні проблеми виникають в хімічній промисмловості, металургії тощо. Як правило, існує декілька прийнятних режимів технологічних процесів, серед яких важко вибрати оптимальний .
Необхідність постановки великої кількості експериментів, множина методик досліджень, погана відтворюваність експериментів і суттєвий вплив на їхні результати великої кількості параметрів, що не реєструються, вносить елемент випадковості у результати оцінки характеристик перероблюваної сировини, одержуваної продукції та режимних параметрів технологічних процесів.
Послідовність статистичного дослідження технологічних процесів може бути сформульована наступним чином: 
- – постановка мети дослідження, вибір параметрів оптимізації процесу, аналіз їхнього взаємозв’язку і областей застосування тих або інших параметрів;
- – вибір методики експериментів, аналіз відтворювання й оцінка кількості паралельних вимірів для одержання результатів з необхідною достовірністю;
- – виділення факторів, що впливають на досліджуваний процес.
- – складання плану експериментів, його реалізація й одержання статистичної моделі процесу і раціональних режимів його ведення;
- – одержання кінетичної або динамічної моделі процесу (при необхідності).

## Статистична  оцінка  імовірності досліджень. Оцінка похибок вимірювань
Відтворюваність лабораторних дослідів має велике значення при дослідженнях , теоретичному вивченні технологічних процесів та їх моделюванні. У відповідності до теорії похибок розрізняють:
- – надмірні похибки. Похибки результатів, що різко відрізняються від інших результатів вимірювань і є наслідком порушення умов вимірювання;
- – систематичні похибки, що зв’язані з дефектом приладу або методу; їхня величина однакова при усіх вимірюваннях. До одного виду систематичних похибок відносяться похибки, природа яких відома і величину яких можна визначити (поправки), до другого – похибки, що виявляються тільки іншими методами вимірювання тієї ж величини;
- – випадкові похибки, які залежать від множини факторів, що не контролюються. Випадкові похибки врахувати неможливо, їхню величину можна визначити тільки повторними вимірюваннями і статистичною обробкою результатів. Величина випадкової похибки характеризує відтворюваність вимірювання.

У відповідності до теорії імовірності випадкові похибки підпорядковуються нормальному закону розподілу (закону Гауса).

## Статистичні критерії розходження
В ході досліджень, особливо промислових, накопичується значний обсяг експериментального матеріалу у вигляді показників технологічних процесів, характеристик сировини і одержуваних кінцевих продуктів і т.д., які відповідають однаковим або різним технологічним режимам, конструкціям апаратів і типам сировини. При цьому виникають наступні запитання:
- – чи однорідні показники , що отримані при різних режимах або конструкціях апаратів, або ці вибірки відносяться до різних статистичних сукупностей;
- – чи однаково стабільні результати, що отримані при різних режимах, або у якомусь випадку показники менше стабільні і розкид даних більше;
- – чи відноситься та або інша проба речовини або результат до даної статистичної сукупності;
- – чи відповідає даний емпіричний розподіл тому або іншому теоретичному розподілу;
- – чи адекватна вибрана математична модель експериментальним даним.

Ці запитання вирішуються перевіркою статистичної гіпотези про приналежність усіх отриманих даних до однієї генеральної сукупності. Загальний підхід полягає у перевірці нульовій гіпотези Н0 про відсутність реального розходження між експериментальними результатами, розкид яких пояснюється випадковими факторами, що обумовлюють помилку відтворюваності.
Нульовою гіпотезою (Н0) називається висунута гіпотеза, відхилення від якої вважаються випадковими, протилежна їй гіпотеза (Н1) – альтернативною або конкуруючою.
Критерій перевірки гіпотези дозволяє виявити за результатами дослідів вірна або невірна дана гіпотеза. Критерій складається на основі статистики Qn = Qn(x1, x2, …, xn), розподіл якої відомий (нормальний, t, F або χ2). Критерій поділяє множину можливих значень статистики на область прийняття гіпотези та область її неприйняття (критичну). У випадку попадання статистики критерію у область неприйняття гіпотези Н0 вона відкидається. Можливі такі випадки:
- – гіпотеза Н0 вірна і приймається у відповідності з критерієм;
- – гіпотеза Н0 невірна і відкидається у відповідності з критерієм;
- – гіпотеза Н0 вірна, але її відкидають у відповідності з критерієм (похибка першого роду);
- – гіпотеза Н0 невірна, але її приймаються (похибка другого роду).

Справедливість нульової гіпотези перевіряється розрахунком імовірності того, що внаслідок випадковості вибірки розходження може досягнути фактично спостережної величини; якщо ця імовірність виявиться дуже малою, то нульова гіпотеза відкидається (тобто малоймовірно, що розходження спричиняється випадковими величинами, а не реальним розходженням). Імовірність Р, яку приймають за основу при статистичній гіпотези, визначає рівень значимості.
За результатами, що одержані для двох вибірок, розраховують значення деякої контрольної величини λ і визначають область Λ, в середині якої слід очікувати λ з визначеною імовірністю Р. Якщо контрольна величина λ лежить поза областю Λ, то вибрана гіпотеза відкидається, розходження між одержаними величинами вважається статистично значимим. Якщо контрольна величина λ лежить в області Λ, то вибрана гіпотеза приймається. Відкинути або прийняти статистичну гіпотезу вирішують на основі вибіркових вимірювань, тому слід оцінити можливість похибки. Якщо, наприклад, з імовірністю Р відкидають гіпотезу про те, що два середніх значення х1 і х2 належать до однієї і тієї ж генеральної сукупності, то з цього можна зробити висновок про розходження цих значень. Імовірність того, що обоє середніх значення належать однієї і тієї ж генеральної сукупності, буде α = 1 – Р. 
Як правило, задають імовірність похибки першого роду α, яку називають рівнем значимості, похибка другого роду визначається імовірністю 1 – β, де β – імовірність того, що похибка не буде допущена, це – міцність критерію. Рівень значимості α приймають рівним 0,05; 0,1; 0,01 або 0,005. Вибір довірчої імовірності Р визначається конкретними задачами дослідження. При цьому слід ураховувати, що зі зменшенням α зростає імовірність похибки другого роду.
При прийнятті або відкиданні гіпотези використовують три правила:
- – гіпотеза, що перевіряється, відкидається, якщо похибка першого роду може проявитися у менше ніж 100α = 1 % усіх випадків, тобто Р ≥ 0,99. Тоді розглянута різниця є значимою;
- – гіпотеза, що перевіряється, приймається, якщо похибка першого роду може проявитися у більше ніж 100α = 5 % усіх випадків, тобто Р ≤ 0,95. Тоді розглянута різниця є незначимою;
- – гіпотезу, що відкидається, слід додатково обговорити, якщо число можливих похибок першого роду лежить в інтервалі між 5 і 1 % (0,95 < Р < 0,99). Необхідно провести додаткові дослідження.

Суть похибок першого і другого роду можна пояснити таким прикладом. Нехай нульова гіпотеза Н0 означає, що вміст корисного компонента у концентраті задовольняє вимогам споживача (умови постачання). Якщо поставка концентрату відхиляється, хоча Н0 вірна, то рискує виробник – похибка першого роду. Якщо поставка концентрату приймається, хоча Н0 невірна, то рискує споживач – похибка другого роду.
Гіпотеза або приймається, або відкидається. Прийняття гіпотези не означає того, що вона є єдино правильною. Прийнята статистична гіпотеза – це імовірне твердження, що не суперечить досліду.
Застосовувані критерії: 
- t-критерій Стьюдента (t-критерій)
- Критерій Фішера (F-критерій)
- Критерій Кохрена (G-критерій)
- Критерій узгодженості Пірсона (χ2-критерій)